# 2,3,7,8-tetraklordibenzodioksin
2,3,7,8-tetraklorodibenzo-p-dioksin (krajše: TCDD) je poliklorirani dibenzo-p-dioksin (včasih v pogovornem jeziku, vendar ne dovolj natančno se imenuje tudi dioksin) s kemijsko formulo C12H4Cl4O2. TCDD je brezbarvna trdna snov nima vonja pri sobni temperaturi. Po navadi se tvori kot stranski proizvod pri organski sintezi in sežiganju organskih snovi.
TCDD je najmočnejša spojina v svoji skupini (poliklorirani dibenzodioksini, znane tudi kot PCDD ali preprosto dioksini) in je postala znana kot onesnaževalec v Agent Orange, herbicid, ki se je uporabljal v Vietnamski vojni, kot tudi v primeru katastrofa v Sevesu. Je rakotvoren.